# 베인글로리

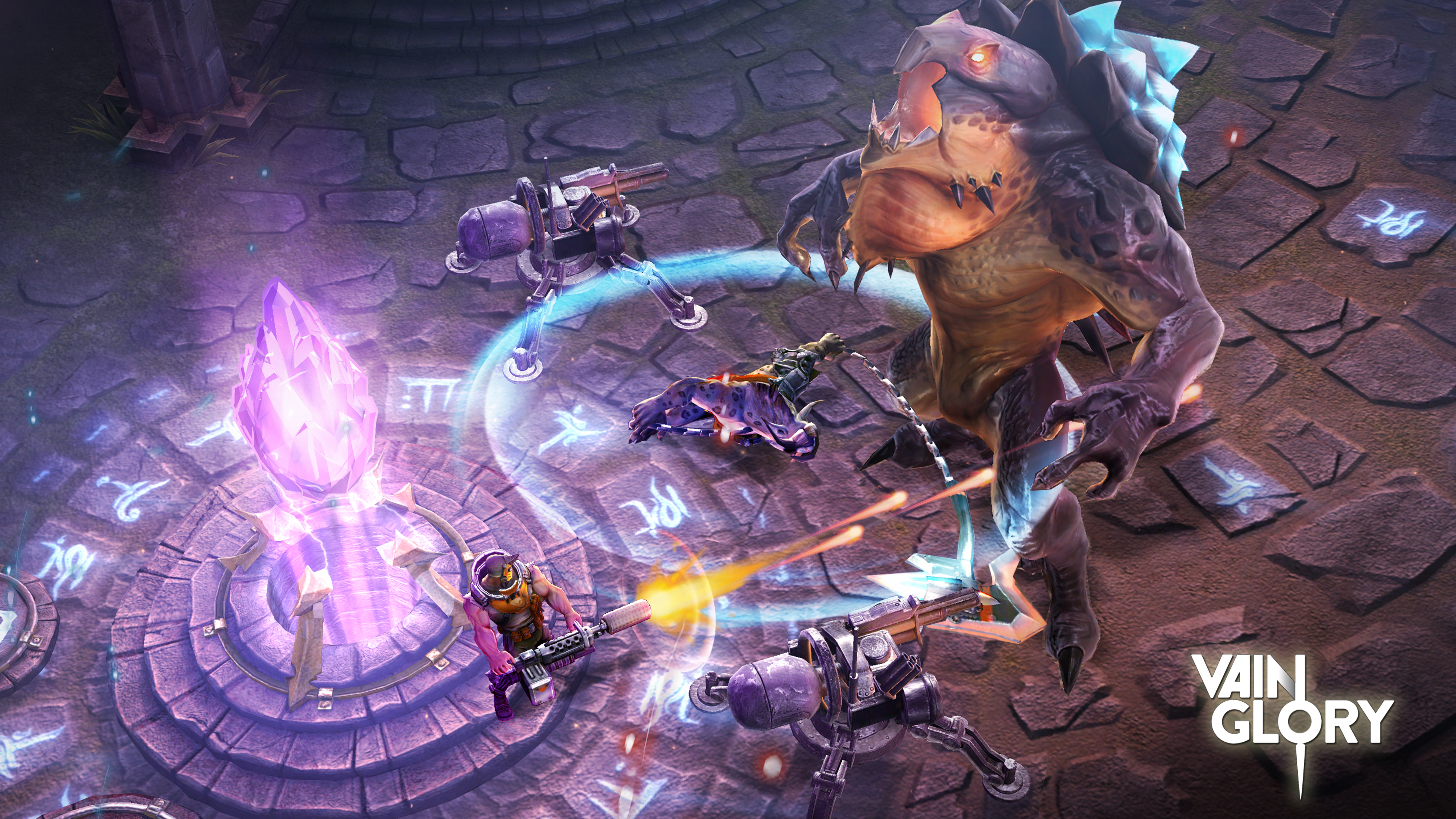
카렌 공격으로부터 기지를 방어하는 모습

《베인글로리》(영어: Vainglory)는 SUPER EVIL MEGACORP에서 제작한 모바일 멀티플레이어 온라인 배틀 아레나게임이다.
모바일 AOS게임으로는 PC게임 수준의 그래픽과 깊이 있는 게임성으로 타의 추종을 불허한다.
터치 조작과 조이스틱 조작으로 플레이가 가능하며 5V5는 길어도 25분 내외면 게임이 끝나 PC겜 보다 좀 더 가볍다.
5V5맵은 2017년 월챔에서 최초 공개된 이후로 2018년 2월 정식 출시되었다. (맵 이름은 왕관오름이며 3V3의 크라켄 역할을 하는 용처럼 생긴 검은 발톱이란 오브젝트를 포획시 미드에 날아와서 라인을 쓸어버리는 점이 가장 큰 특징이다. 물론 이 오브젝트 혼자만 날아가면 바로 죽고 팀원들과 함께 가야 효과를 발휘한다)
2015년 앱스토어 올해의 게임에 선정되었고 아이폰6 런칭행사에 시연되기도 했으며 2016년 Global Mobild Award 베스트 모바일 게임으로 선정되었다.
또한 2017년 GOTY ESPORTS Breakthrough game of the year 후보에 배틀그라운드와 같이 후보로 선정된 바도 있는데 모바일 게임으로는 유일하게 베인글로리가 GOTY후보에 올랐었다.
모바일 E스포츠의 선구자이기도 하여 2015년 OGN 월드 인비테이셔널을 시작으로 두번의 월드 챔피언십 개최와 각종 다양한 대회를 개최한 이력이 있고 최근에는 WESG 정식 종목으로 선정되었다.  모두가 알만한 유명팀인 북미의 TSM과 TRIBE GAMING 한국의 ROX ARMADA, ACE GAMING등이 대표적인 명문 팀들이다.

## 평가
| 평가 |        |
| --- | ------ |
| 통합 점수 통합사 점수 메타크리틱 86/100 [ 1 ] 평론 점수 평론사 점수 IGN 8.1/10 [ 2 ] Pocket Gamer 7/10 [ 3 ] TouchArcade [ 4 ] |        |
| 통합 점수 |        |
| 통합사 | 점수   |
| 메타크리틱 | 86/100 |
| 평론 점수 |        |
| 평론사 | 점수   |
| IGN | 8.1/10 |
| Pocket Gamer | 7/10   |
| TouchArcade | [ 4 ]  |